# باربورا زاوادوا
باربورا زاوادوا (به انگلیسی: Barbora Závadová) (زادهٔ ۲۳ ژانویهٔ ۱۹۹۳) شناگر اهل جمهوری چک است.